# Dalian
Dalian (em chinês:  大连) é uma grande cidade e porto marítimo do sul da província de Liaoning, na China. É a cidade mais ao sul da península de Liaodong. Dalian é a segunda maior cidade da província e possui estatuto administrativo subprovincial. A Península de Shandong fica a sudoeste do Estreito de Bohai e a Coreia do outro lado do Mar Amarelo, a leste.
Atualmente, um centro financeiro, marítimo e logístico do nordeste da Ásia, Dalian tem um histórico significativo de ter sido usada por potências estrangeiras em seus portos. Dalian era conhecida  anteriormente como "Dalniy" (em russo:  Дальний) e "Dairen" (em japonês:  大連). No entanto, a cidade era mais conhecida como "Porto Arthur" (em russo:  Порт-Артур) e "Ryojun" (em japonês:  旅順) do original Porto Arthur, agora o distrito de Lüshunkou.
Em 2016, Dalian ficou em 48º no Global Financial Centers Index, as outras cidades chinesas na lista são Hong Kong, Xangai, Shenzhen, Pequim e Qingdao. Em 2012, Dalian ficou em 82º lugar no Índice Global de Competitividade das Cidades. Em 2006, Dalian foi nomeada cidade mais habitável da China pelo China Daily.

## Subdivisões
|                         | Chinês   | Área (km²) | População[carece de fontes?] |
| ----------------------- | -------- | ---------- | ---------------------------- |
| Distritos               |          |            |                              |
| Distrito de Ganjingzi   | 甘井子区 | 491        | 540 000                      |
| Distrito de Lüshunkou   | 旅顺口区 | 506        | 210 000                      |
| Distrito de Xigang      | 西岗区   | 26         | 330 000                      |
| Districto de Zhongshan  | 中山区   | 43         | 370 000                      |
| Distrito de Shahekou    | 沙河口区 | 49         | 600 000                      |
| Dalian Development Zone | 开发区   | 329        | 300 000                      |
| Distrito de Jinzhou     | 金州区   | 1390       | 660 000                      |
| Cidades                 |          |            |                              |
| Wafangdian              | 瓦房店市 | 3791       | 1 030 000                    |
| Pulandian               | 普兰店市 | 2923       | 820 000                      |
| Zhuanghe                | 庄河市   | 3866       | 900 000                      |
| Condado                 |          |            |                              |
| Changhai                | 长海县   | 152        | 90 000                       |